# Kluddbrännan
Kluddbrännan este o arie protejată (arie specială de conservare — SAC, sit de importanță comunitară — SCI) din Suedia întinsă pe o suprafață de 51,8 ha, integral pe uscat.

## Localizare
Centrul sitului Kluddbrännan este situat la coordonatele 64°13′15″N 19°51′46″E / 64.2207°N 19.8627°E.

## Înființare
Situl Kluddbrännan a fost declarat sit de importanță comunitară în ianuarie 1997 pentru a proteja un număr necunoscut de specii din flora spontană și fauna sălbatică aflate în arealul zonei. Situl a fost protejat și ca arie specială de conservare în martie 2011.

## Biodiversitate
Situată în ecoregiunea boreală, aria protejată conține 2 habitate naturale: Mlaștini împădurite, Taiga vestică.
La baza desemnării sitului se află un număr nedeclarat de specii protejate.